# Клара Благова
Клара Благова (чеськ. Klára Bláhová; нар. 2 квітня 1973) — колишня чеська тенісистка.
Найвищу одиночну позицію світового рейтингу — 194 місце досягла 19 липня 1993, парну — 209 місце — 12 липня 1993 року.
Здобула 1 одиночний та 3 парні титули.

## Фінали ITF
| Турніри $25,000 |
| Турніри $10,000 |

### Одиночний розряд: 4 (1–3)
| Результат | Ранг | Дата              | Турнір               | Покриття | Суперниця        | Рахунок     |
| --------- | ---- | ----------------- | -------------------- | -------- | ---------------- | ----------- |
| Поразка   | 1.   | 10 вересня 1990   | ITF Альяна, Італія   | Ґрунт    | Teresa Strömberg | 3–6, 1–6    |
| Поразка   | 2.   | 17 вересня 1990   | ITF Неаполь, Італія  | Ґрунт    | Домінік Монамі   | 3–6, 2–6    |
| Поразка   | 3.   | 26 листопада 1990 | ITF Ерд, Угорщина    | Ґрунт    | Гелена Вілдова   | 2–6, 3–6    |
| Перемога  | 1.   | 27 червня 1994    | ITF Пругониці, Чехія | Ґрунт    | Ева Крейчова     | 7–6(2), 6–4 |

### Парний розряд: 6 (3–3)
| Результат | Ранг | Дата            | Турнір                        | Покриття | Партнерка           | Суперниці                            | Рахунок             |
| --------- | ---- | --------------- | ----------------------------- | -------- | ------------------- | ------------------------------------ | ------------------- |
| Поразка   | 1.   | 24 вересня 1990 | ITF Неаполь, Італія           | Ґрунт    | Наталі Чан          | Луціє Лудвіґова Гелена Вілдова       | 3–6, 2–6            |
| Поразка   | 2.   | 11 лютого 1991  | ITF Лісабон, Португалія       | Ґрунт    | Моніка Кратохвілова | Мерете Баллінґ-Стокман Софі Альбінус | 4–6, 4–6            |
| Перемога  | 1.   | 18 лютого 1991  | ITF Лісабон, Португалія       | Ґрунт    | Моніка Кратохвілова | Сусанна Аттілі Антонелла Канапі      | 7–6(2), 6–7(5), 7–5 |
| Перемога  | 2.   | 27 липня 1992   | ITF Реда-Віденбрюк, Німеччина | Ґрунт    | Зденька Малкова     | Ева Мартінцова Сильвія Штефкова      | 7–6(5), 6–4         |
| Перемога  | 3.   | 29 березня 1993 | ITF Марса, Мальта             | Ґрунт    | Мая Мурич           | Віраг Чурго Тяша Єзерник             | 6–3, 5–7, 6–3       |
| Поразка   | 3.   | 23 серпня 1993  | ITF La Spezia, Італія         | Ґрунт    | Габріелла Боск'єро  | Емануела Брузаті Крістіна Сальві     | 6–7, 5–7            |